# Slovák (noviny)
Slovák byl ústřední tiskový orgán Hlinkovy slovenské lidové strany. Vycházel od 16. ledna 1919 do 1. dubna 1945 nejprve v Ružomberku, od února 1920 v Bratislavě. V letech 1928–1931 měl přílohu pro ženy, která se nazývala Slovenka, v letech 1931–1933 přílohu Ohlas, věnovanou Krajinskému spolku štátnych a verejných zamestnancov, v letech 1942–1943 Našim deťom (česky:Našim dětem). Ze sazby deníku byl sestavován i stejnojmenný týdeník Slovák. Náklad deníku dosahoval v období první Československé republiky 6-8 tisíc výtisků, v době samostatného Slovenska 25-30 tisíc. Náklad týdeníku činil 15 tisíc výtisků. Ve vedení redakce působili vedoucí politici a publicisté HSĽS jako Karol Sidor, Vojtech Tuka, A. Haas, Jozef Sivák, Ignác Grebáč-Orlov a jiní.